# شتولپ (پارشیم)
شتولپ (به آلمانی: Stolpe) یک شهر در آلمان است که در لودویگسلوست-پارشیم واقع شده‌است. شتولپ ۴۰۴ نفر جمعیت دارد.